# Palacio de Schönbrunn
El Palacio de Schönbrunn (en alemán: Schloss Schönbrunn, pronunciado /ˈʃlɔs ʃøːnˈbʁʊn/ⓘ; en bávaro central: Schloss Scheenbrunn) fue la principal residencia de verano de los soberanos de la casa de Habsburgo, situada en Hietzing, el 13.º distrito de Viena (Austria). El nombre Schönbrunn (literalmente, «fuente bonita») tiene sus orígenes en un pozo artesiano del que se obtenía el agua que consumía la corte.
El palacio, de estilo barroco, tiene 1441 habitaciones y es uno de los monumentos arquitectónicos, culturales e históricos más importantes del país. La historia del palacio y sus amplios jardines abarca más de trescientos años, reflejando los cambiantes gustos, intereses y aspiraciones de los sucesivos monarcas de la casa de Habsburgo. Ha sido una importante atracción turística desde mediados de la década de 1950.

## Historia

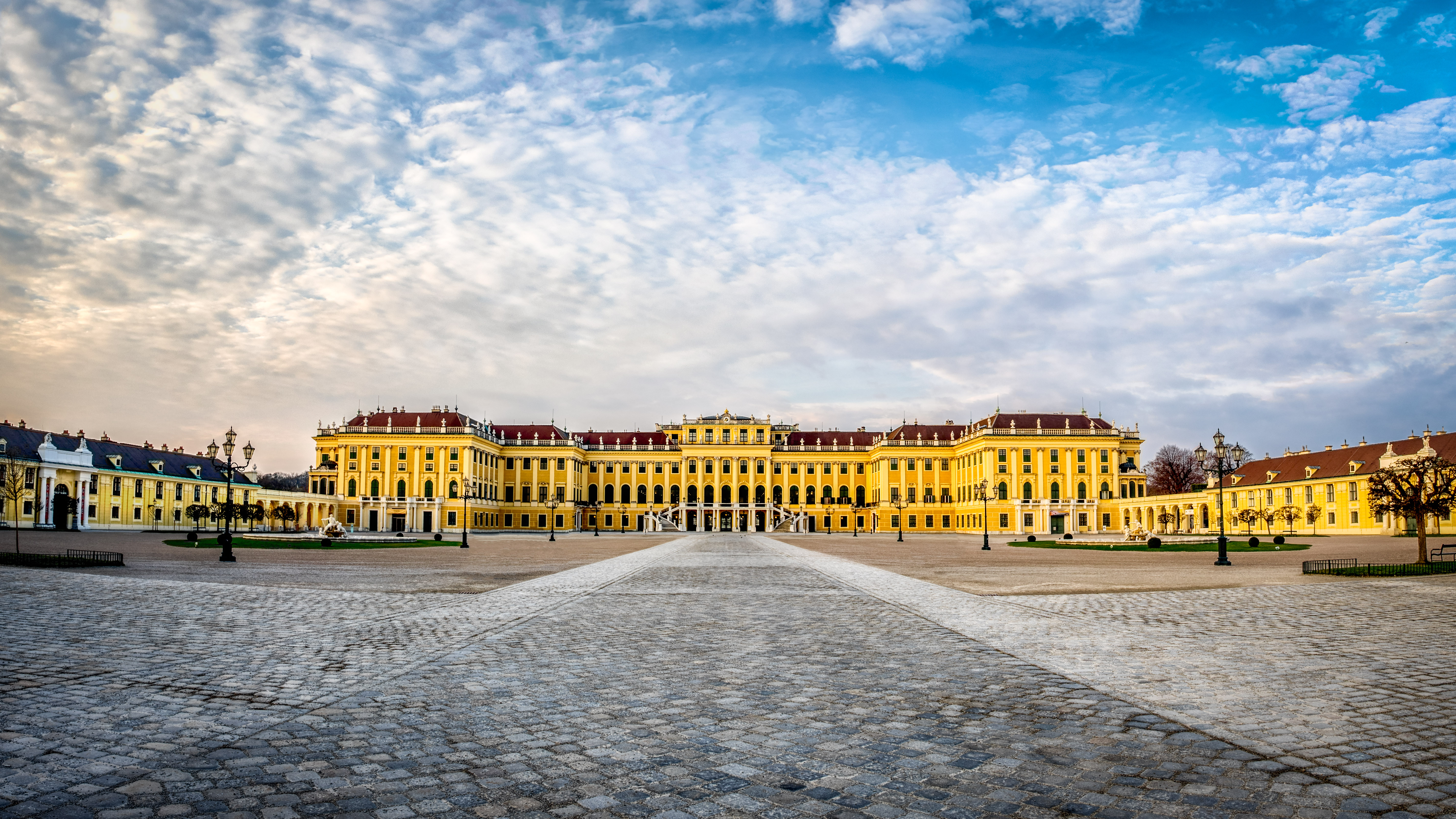
El Palacio de Schönbrunn desde la entrada principal.

En 1569, el emperador del Sacro Imperio Romano Germánico Maximiliano II compró una gran llanura de inundación del río Viena situada junto a una colina, entre Meidling y Hietzing. En 1548, su antiguo propietario había construido en ella una mansión llamada Katterburg. El emperador ordenó que se vallara toda la zona y se soltaran allí animales de caza como faisanes, patos, ciervos y jabalíes para que sirviera como el coto de caza recreativo de la corte. En una pequeña parte separada, se custodiaban pájaros «exóticos» como pavos y pavos reales. También se construyeron viveros de peces.
Durante el siglo siguiente, la zona fue usada como un terreno de caza y recreo. Leonor Gonzaga, a quien le encantaba cazar, pasó mucho tiempo allí y tras la muerte de su esposo, Fernando II, la propiedad le fue legada como su residencia de viuda. Entre 1638 y 1643, añadió un palacio a la mansión Katterburg, mientras en 1642 se produjo la primera mención del nombre «Schönbrunn» en una factura. Los orígenes de la orangerie de Schönbrunn parecen remontarse también a la época de Leonor Gonzaga. El Palacio de Schönbrunn en su forma actual fue construido y remodelado en las décadas de 1740 y 1750, durante el reinado de la emperatriz María Teresa, quien recibió la finca como un regalo de boda. Francisco I encargó la decoración exterior del palacio en estilo neoclásico como se presenta en la actualidad.
Francisco José I, el emperador de Austria que tuvo un reinado más largo, nació en Schönbrunn y pasó una gran parte de su vida allí. También murió allí, a los 86 años de edad, el 21 de noviembre de 1916. Tras la caída de la monarquía de Habsburgo en noviembre de 1918, el palacio pasó a ser propiedad de la recién fundada República de Austria y fue conservado como un museo.
Después de la Segunda Guerra Mundial, durante la ocupación aliada de Austria (1945-1955), el Palacio de Schönbrunn fue requisado para que proporcionara espacio de oficinas tanto a la Delegación Británica ante la Comisión Aliada para Austria como al cuartel general de la pequeña guarnición militar británica presente en Viena. Tras el restablecimiento de la República de Austria en 1955, el palacio volvió a convertirse en un museo. Todavía se usa a veces para eventos importantes como el encuentro en 1961 entre el presidente de los Estados Unidos, John F. Kennedy, y el presidente del Consejo de Ministros de la Unión Soviética, Nikita Jrushchov.
Desde 1992, el palacio y sus jardines han sido administrados por la Schloss Schönbrunn Kultur-und Betriebsges.m.b.H., una sociedad de responsabilidad limitada propiedad al 100 % de la República de Austria. Esta sociedad se encarga de la conservación y restauración de todas las propiedades del complejo sin recibir subvenciones estatales. La Unesco incluyó el Palacio de Schönbrunn y sus jardines en la lista del Patrimonio de la Humanidad en 1996, por ser un destacable conjunto barroco y un ejemplo de la síntesis de las artes (Gesamtkunstwerk).

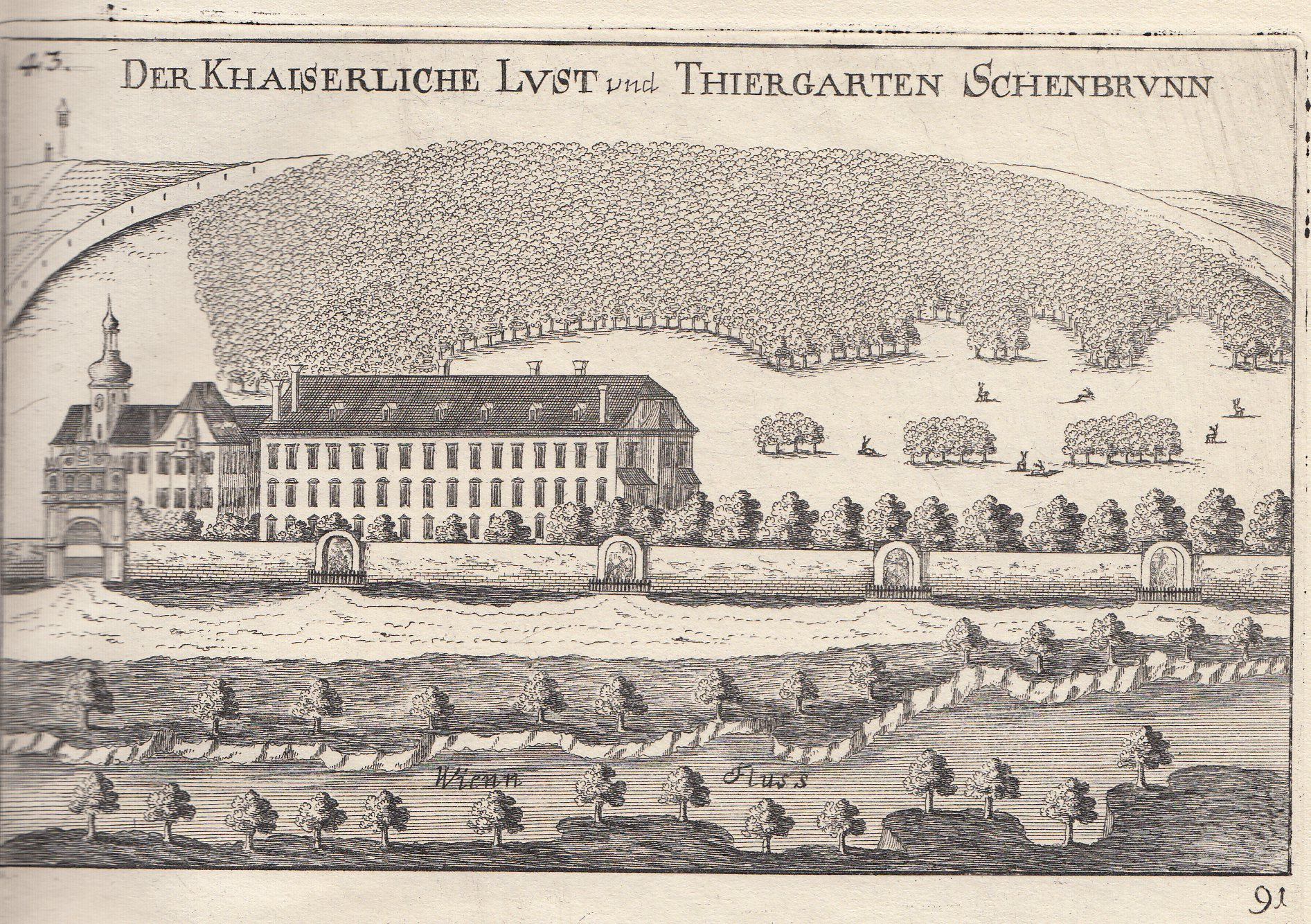
Schloss Katterburg y el palacio de Leonor Gonzaga (1672).
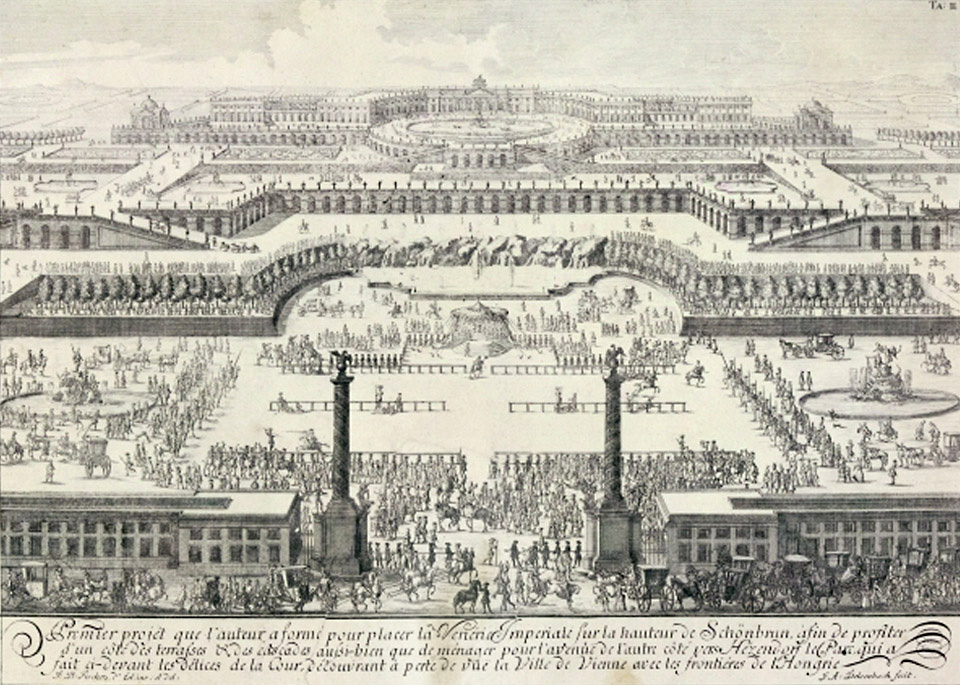
El primer diseño de Johann Bernhard Fischer von Erlach (1688).
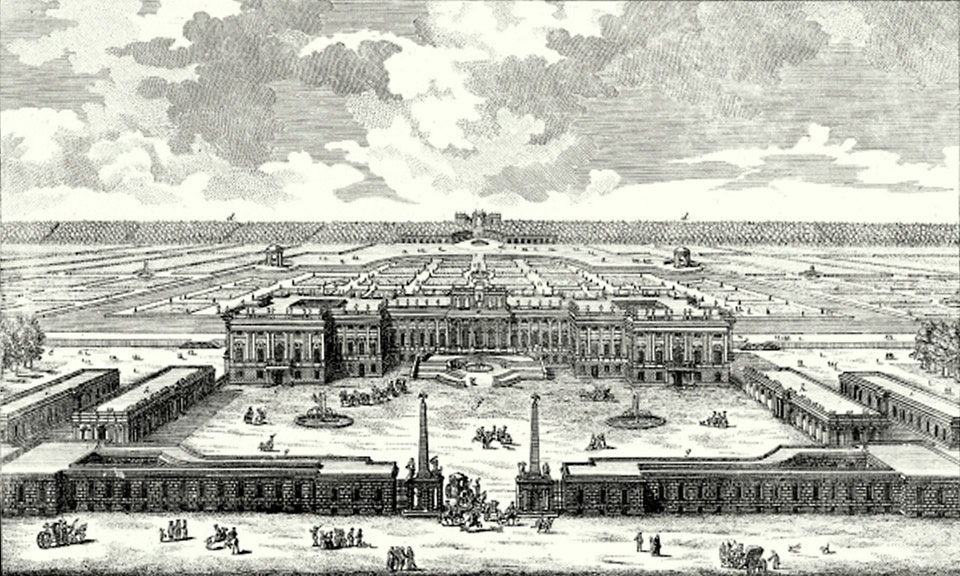
El segundo diseño de Fischer von Erlach (después de 1693).
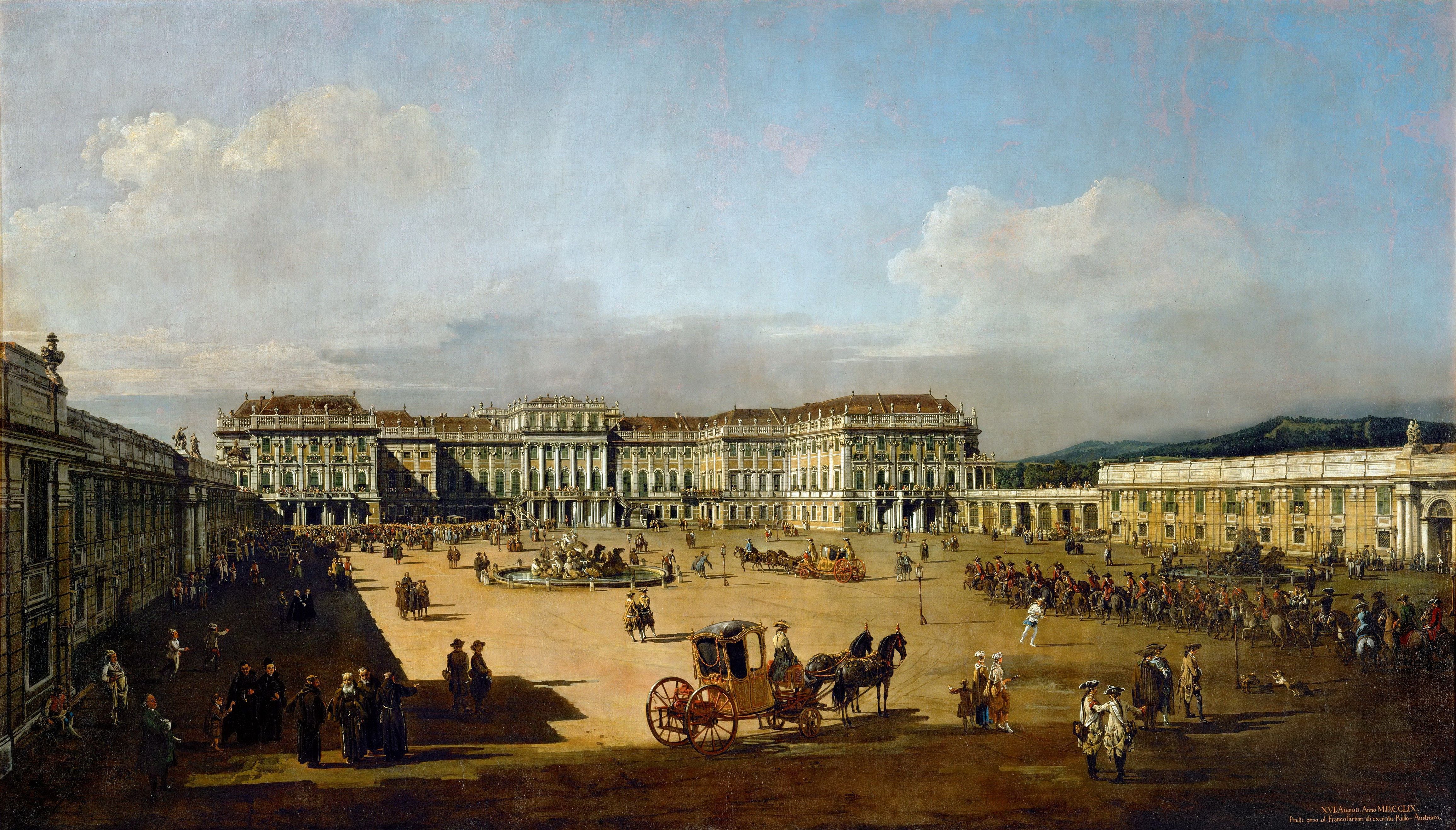
El palacio imperial de Schönbrunn, lado del patio principal, de Bernardo Bellotto (1759-1760).
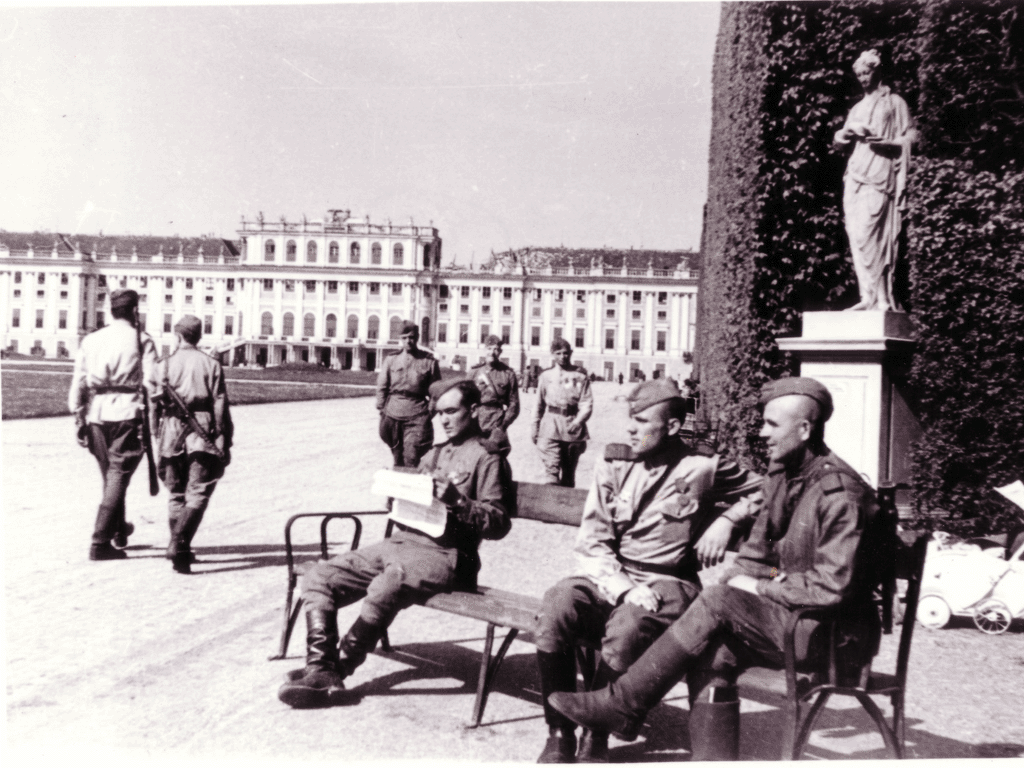
Tropas soviéticas en los jardines del Palacio de Schönbrunn (1945).
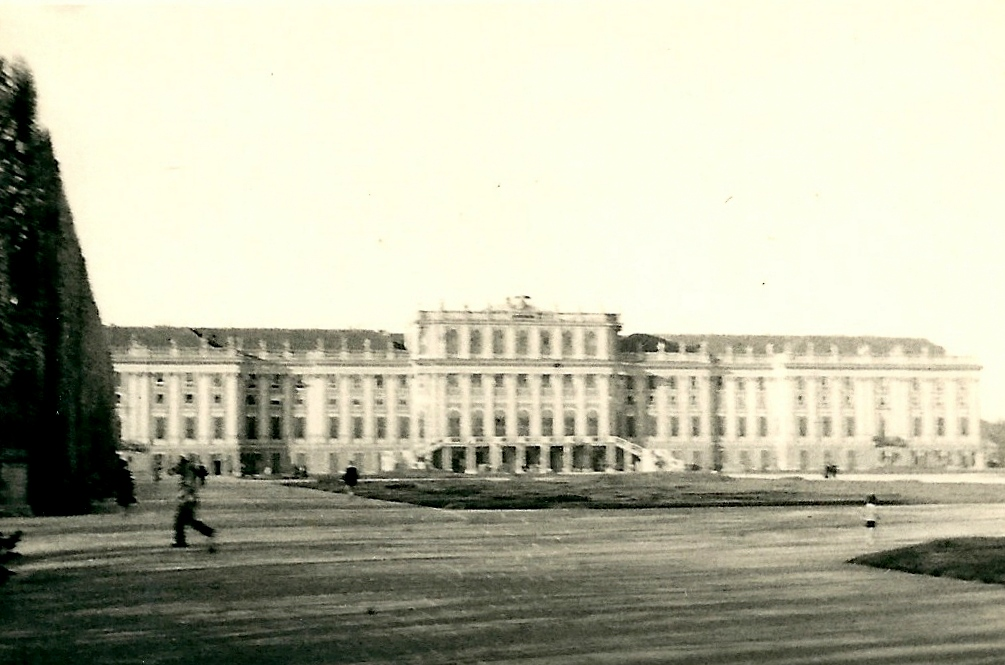
El Palacio de Schönbrunn durante la ocupación británica (1951).

## Jardines

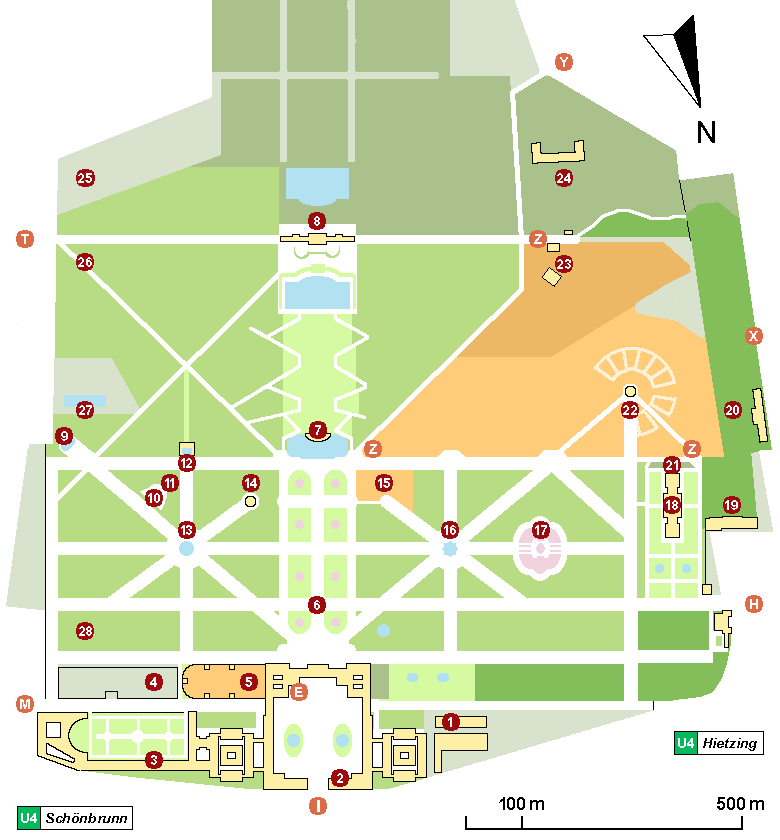
Mapa de los jardines del Palacio de Schönbrunn.

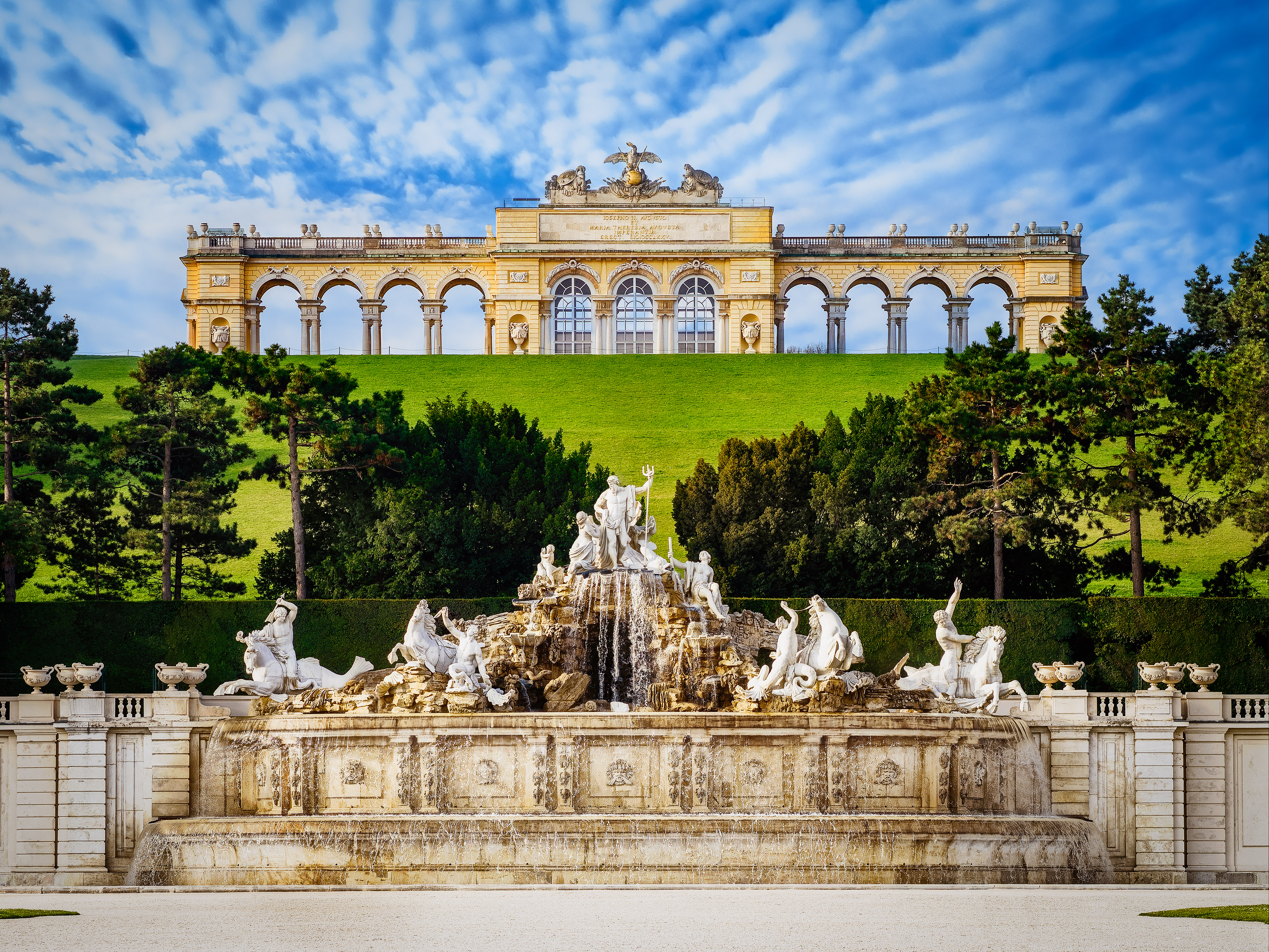
La fuente de Neptuno, con la Glorieta al fondo.

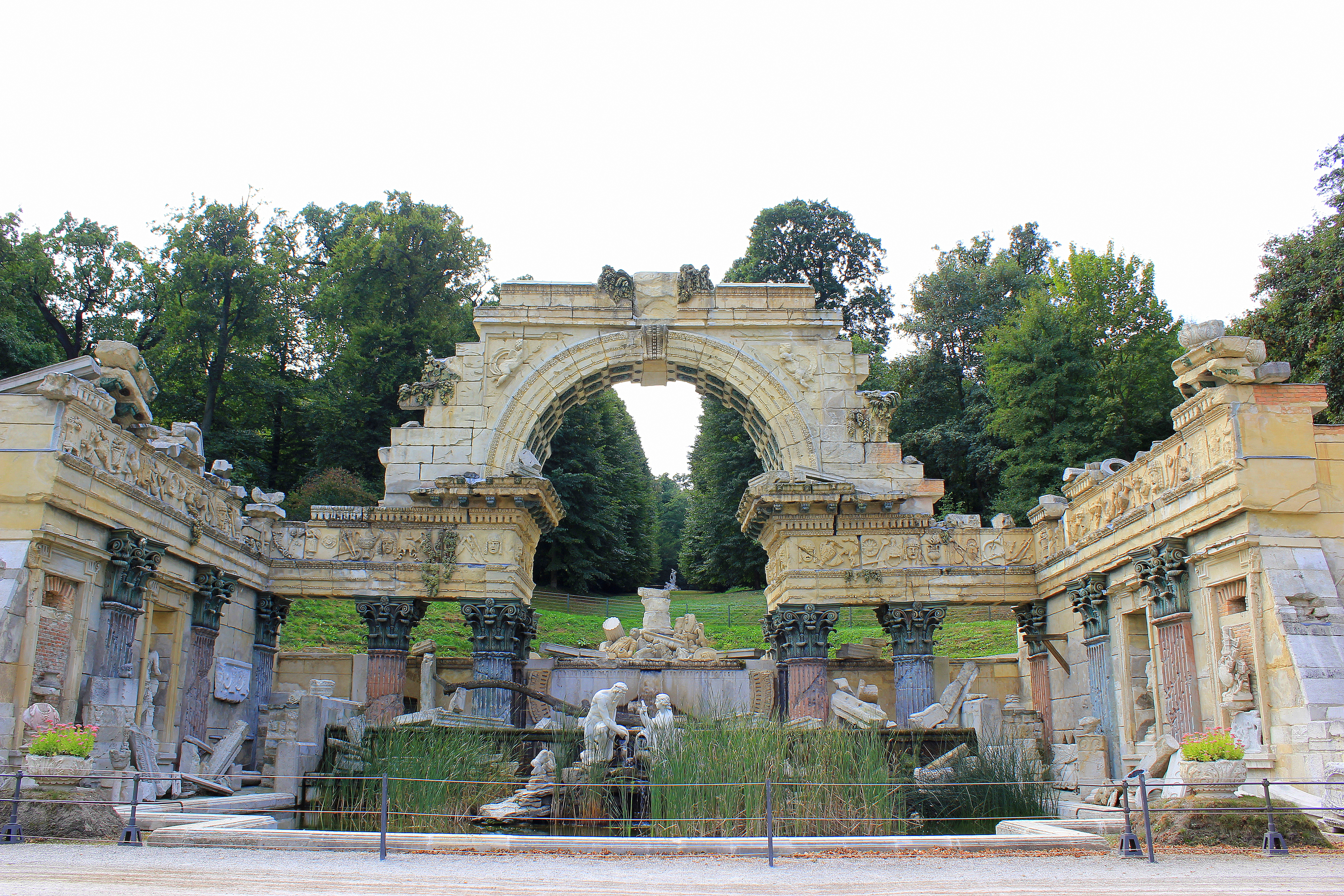
Las «ruinas romanas» de Schönbrunn.

El espacio del jardín con esculturas entre el palacio y la fuente de Neptuno recibe el nombre de «Gran Parterre». Este jardín francés fue diseñado en 1695 por Jean Trehet, un discípulo de André Le Nôtre. El complejo contiene muchos elementos dignos de mención propios de los palacios europeos de la época, como el Zoológico, una orangerie construida en torno al 1755 y una casa de las palmeras que sustituyó en 1882 a unos diez invernaderos anteriores más pequeños ubicados en la parte oeste del parque.
La zona llamada Meidlinger Vertiefung (literalmente, «depresión de Meidling»), al oeste del palacio, fue transformada en una zona de juegos y campo de entrenamiento para los niños de la casa de Habsburgo en el siglo xix. En esta época, era habitual usar parques para la educación militar de los jóvenes príncipes. Aunque no se conserva el baluarte en miniatura que se construyó para estos fines, el pabellón del jardín que se usaba como refugio todavía sigue en pie. Fue transformado en una cafetería en 1927 y es conocido como Landtmann's Jausen Station desde 2013.
En el extremo occidental, en 1828 se reorganizó un jardín botánico que se remonta a un arboreto anterior, al mismo tiempo que se construyó la antigua casa de las palmeras.

### Esculturas
Las esculturas del jardín del Palacio de Schönbrunn fueron realizadas entre 1773 y 1780 bajo la dirección de Johann Wilhelm Beyer, un artista y diseñador de jardines alemán. El Gran Parterre está bordeado en sus dos lados por treinta y dos esculturas de tamaño superior al natural que representan divinidades mitológicas y virtudes. La fuente de Neptuno, a los pies de la colina de la Glorieta, es el monumento que corona el Gran Parterre. Hay otras esculturas distribuidas por todo el jardín y el patio del palacio, incluidas fuentes y estanques. Varios escultores fueron contratados para la ejecución de estas obras, entre ellos Johann Baptist Hagenauer.

### Glorieta
El eje principal del jardín apunta hacia una colina de 60 metros de altura, que desde 1775 ha estado coronada por la Glorieta. María Teresa decidió que esta Glorieta debía ser diseñada para glorificar el poder de los Habsburgo y la «guerra justa» (una guerra que se emprende por necesidad y conduce a la paz), y ordenó a los constructores que reutilizaran la «piedra que de otro modo sería inútil» que quedaba de la demolición del cercano Palacio Neugebäude.

### Ruinas romanas
Conocidas originalmente como las ruinas de Cartago, las ruinas romanas son un conjunto de caprichos arquitectónicos diseñados por el arquitecto Johann Ferdinand Hetzendorf von Hohenberg y erigidos en 1778 como un elemento arquitectónico completamente nuevo. El gusto por las ruinas pintorescas, que se generalizó con el auge del Romanticismo a finales del siglo xviii, simbolizaba tanto la decadencia de las antiguas grandes potencias como la conservación de los restos de un pasado heroico. Las ruinas romanas consisten en un estanque rectangular rodeado por un gran arco con muros laterales, que transmiten la impresión de ser un antiguo edificio que se desmorona lentamente.

## Actividades en Schönbrunn en la actualidad

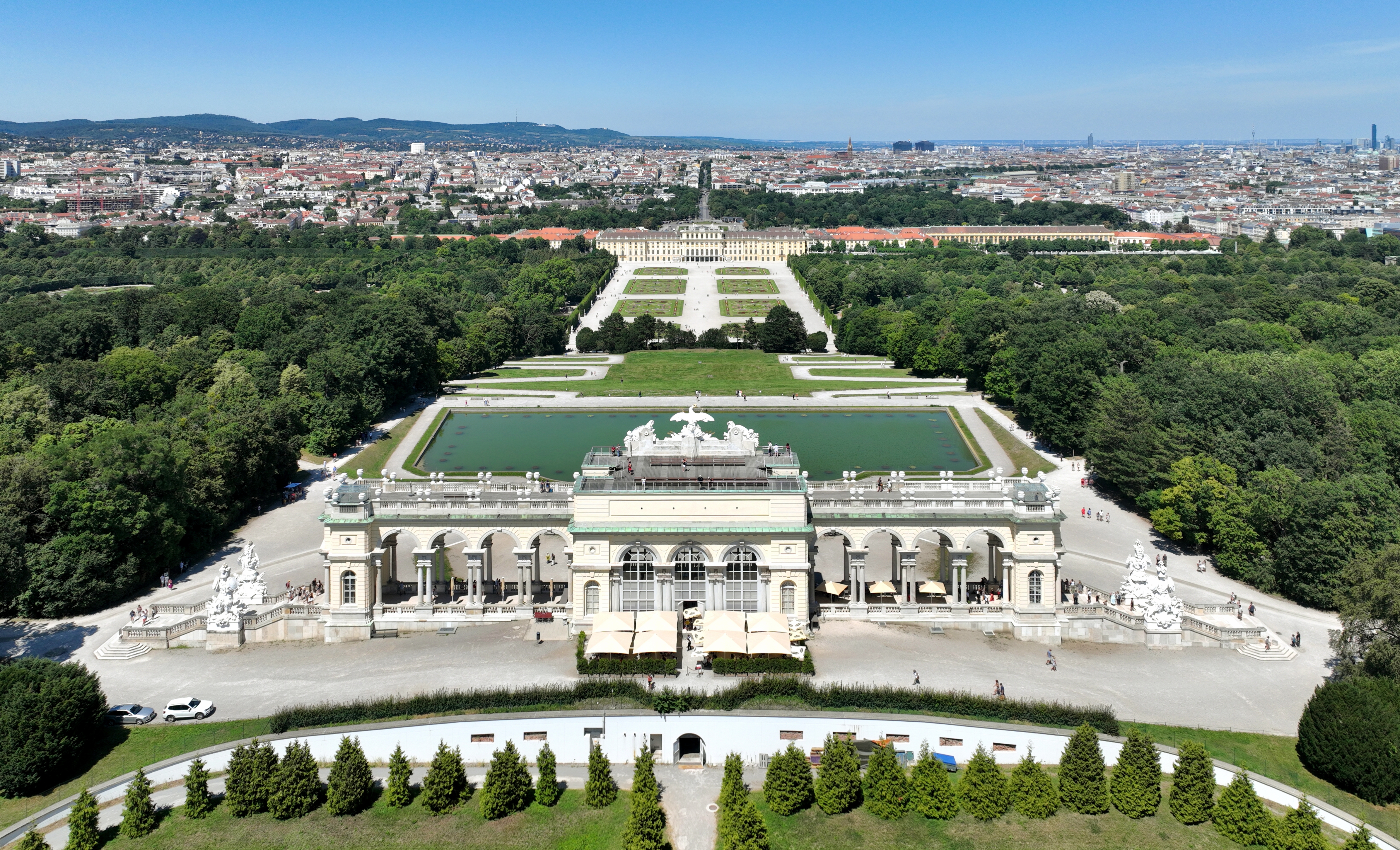
El complejo del palacio, con la Glorieta en primer plano y Viena al fondo.

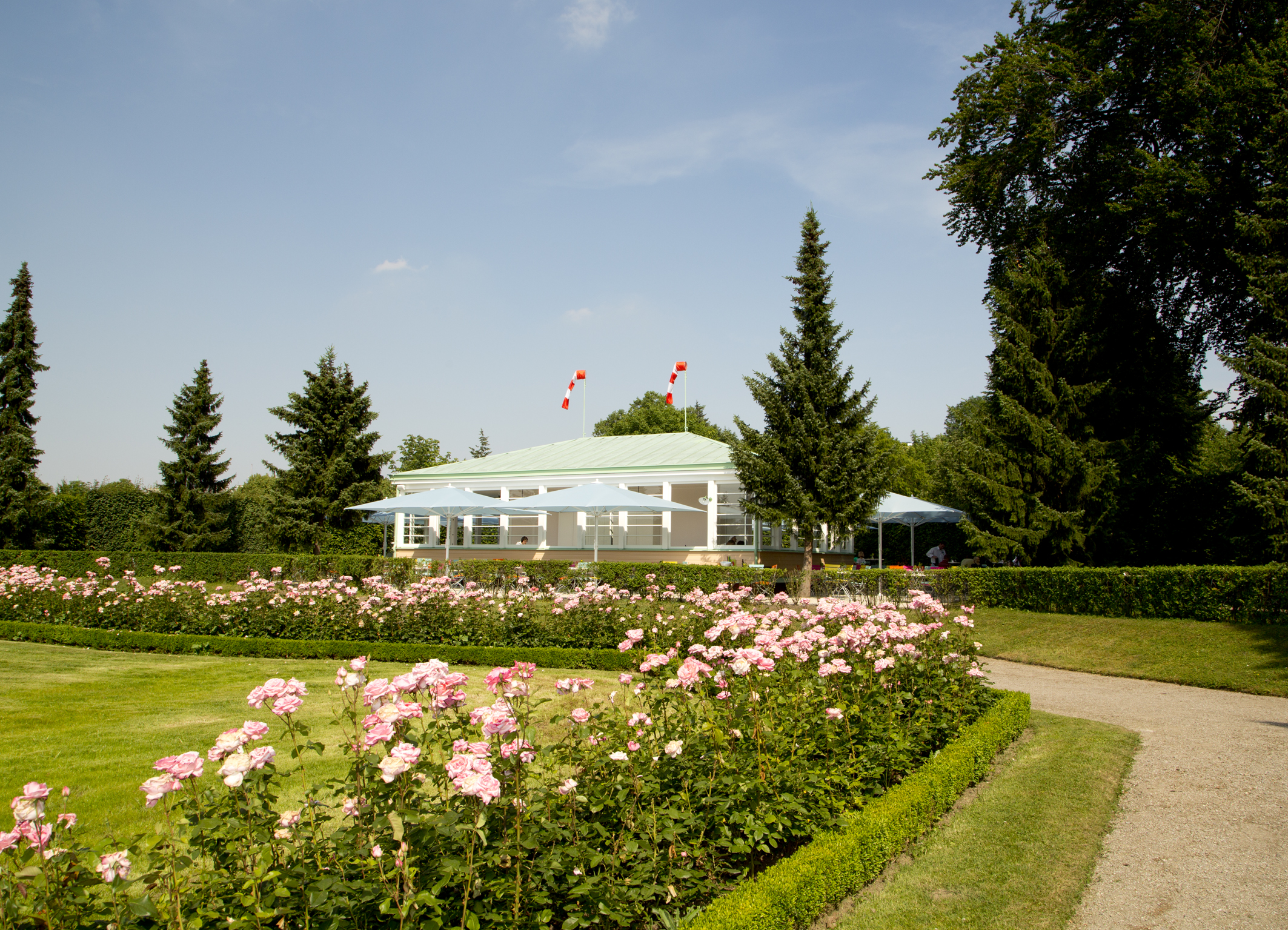
La Landtmann's Jausen Station, en la antigua zona de juegos de los príncipes.

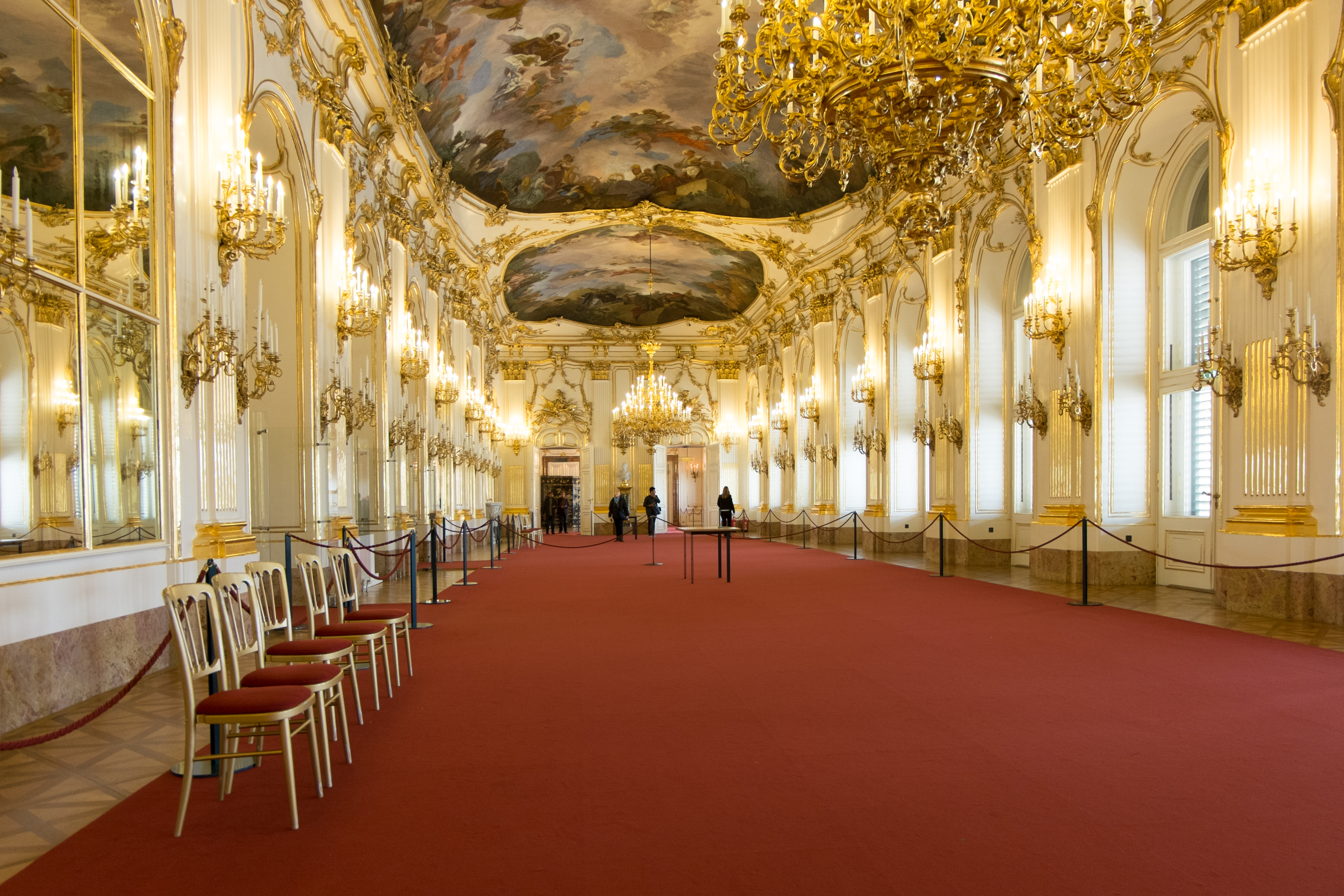
La Gran Galería en el interior del palacio.

El Palacio de Schönbrunn es la atracción turística más popular de Viena, con 3 800 000 visitantes en 2017. Todo el complejo de Schönbrunn, incluido el Zoológico, la casa de las palmeras, la casa del desierto, el Museo de Carruajes Imperiales y los Conciertos del Palacio de Schönbrunn, contabilizó más de cinco millones de visitantes en 2009.
En el sitio web oficial se pueden comprar entradas por adelantado para las visitas guiadas. Además de las visitas guiadas y los paquetes turísticos, se puede disfrutar de muchos conciertos clásicos con la música de Mozart y sus contemporáneos y el beneficio añadido de pasar más tiempo en los espectaculares salones, la orangerie o el teatro del palacio. El concierto de una noche de verano de la Filarmónica de Viena se realiza cada año en los terrenos de Schönbrunn.

### Conciertos del Palacio de Schönbrunn
Los Conciertos del Palacio de Schönbrunn son ofrecidos por la Orquesta del Palacio de Schönbrunn. Fundada en 1997, está liderada por el director de ópera Guido Mancusi desde 1998. Mancusi también fundó la Ópera de Cámara de Schönbrunn y la serie de Conciertos del Palacio de Schönbrunn. En Viena, ofrecen conciertos diarios en el lugar donde se realizó el célebre concurso entre Mozart y Salieri en 1786. Tienen abundante experiencia trabajando con cantantes y bailarines de ballet. La orquesta también realiza giras periódicas por todo el mundo.

### Producciones de cine y televisión
El palacio y sus jardines han sido el escenario de numerosas producciones de cine y televisión, incluida la trilogía Sissi de la década de 1950, la película Escándalo en la corte, protagonizada por Sophia Loren, y la película de James Bond The Living Daylights, cuando Bond (Timothy Dalton) y Kara cabalgan por el jardín de Schönbrunn; el palacio también puede verse durante los créditos de cierre. La comedia The Great Race fue grabada allí en 1965. Jackie Chan rodó escenas de La armadura de Dios en los terrenos del palacio. Más recientemente, se grabó en él la serie de televisión The Crown Prince, protagonizada por Max von Thun como el príncipe heredero Rodolfo y Klaus Maria Brandauer como el emperador Francisco José.
Varios episodios de la serie de televisión austriaca Kommissar Rex se han rodado allí. En el segundo episodio de la serie de manga Kuroshitsuji, el mayordomo Sebastian Michaelis cuenta a su joven señor, Ciel, que le invitaban a las veladas del Palacio de Schönbrunn antes de que firmara su contrato con él mientras le enseña a bailar. El violinista neerlandés André Rieu y la Orquesta Johann Strauss, junto con los Opera Babes, lo usaron en 2003 como telón de fondo de una versión del Himno de Europa, la Oda a la Alegría.
En la tercera etapa de The Amazing Race 4, el palacio albergó una tarea de avance rápido en la que un equipo tenía que llevar bandejas con copas de champán por un salón de baile con parejas danzando vals sin derramar ninguna de las bebidas. En la sexta etapa de The Amazing Race 23, los equipos tenían que correr por el laberinto del jardín y buscar el pit stop situado en la Glorieta.
En la serie de televisión de animación de Disney Little Einsteins, el Palacio de Schönbrunn aparece en el episodio The Glass Slipper Ball de la segunda temporada, emitido por primera vez en enero de 2007. En él pueden verse dos peces payaso naranja basados en los personajes Marlin y Nemo de la película de animación de 2003 Buscando a Nemo y los cuadros de peces de Andy Warhol, y se escucha el vals El Danubio azul de Johann Strauss II. Este episodio está inspirado en la película animada de 1950 La Cenicienta, basada a su vez en el cuento homónimo de Charles Perrault.

## La moneda de plata del Palacio de Schönbrunn
El palacio fue seleccionado como el motivo principal de una moneda conmemorativa de alto valor, la moneda de plata austriaca de diez euros del Palacio de Schönbrunn, acuñada el 8 de octubre de 2003. Su anverso muestra la parte central de la fachada del palacio detrás de una de las grandes fuentes de sus jardines.